# Ernest Mercier (agronome)
Docteur Ernest Mercier, agr. Ph.D B.Sc.A.(1er mars 1914 – 4 mars 2002) détenteur de l’Ordre du Canada, était un agronome réputé du Québec et le sous-ministre de l’Agriculture du Québec au cours de la Révolution tranquille. Né sur la ferme familiale de Notre-Dame-du-Rosaire, il a obtenu un doctorat en agronomie à l’Université Cornell aux États-Unis. De retour au Québec en 1947, il a été le fondateur du Centre d'insémination artificielle du Québec. Après plusieurs années comme gestionnaire de la ferme expérimentale fédérale de Lennoxville. Il a été promu sous-ministre de l’agriculture du Québec, fonction qu’il a exercée près de 8 ans. À la suite de sa retraite du gouvernement, il a collaboré avec l’Agence canadienne de développement international (ACDI) et avec la branche canadienne de Organisation des Nations unies pour l'alimentation et l'agriculture (FAO).
Dr Mercier a été reconnu pour l’instauration de pratiques et réglementations agricoles nouvelles qui ont transformé la ferme québécoise d’autrefois en une entreprise moderne, efficace et rentable. Pour honorer sa contribution au domaine de l’agronomie au Québec et au Canada, il a obtenu l’Ordre du Canada en 1989, a été intronisé au Temple canadien de la renommée agricole en 1991 et au Temple de la renommée de l'agriculture du Québec en 1992,,

## Enfance et éducation

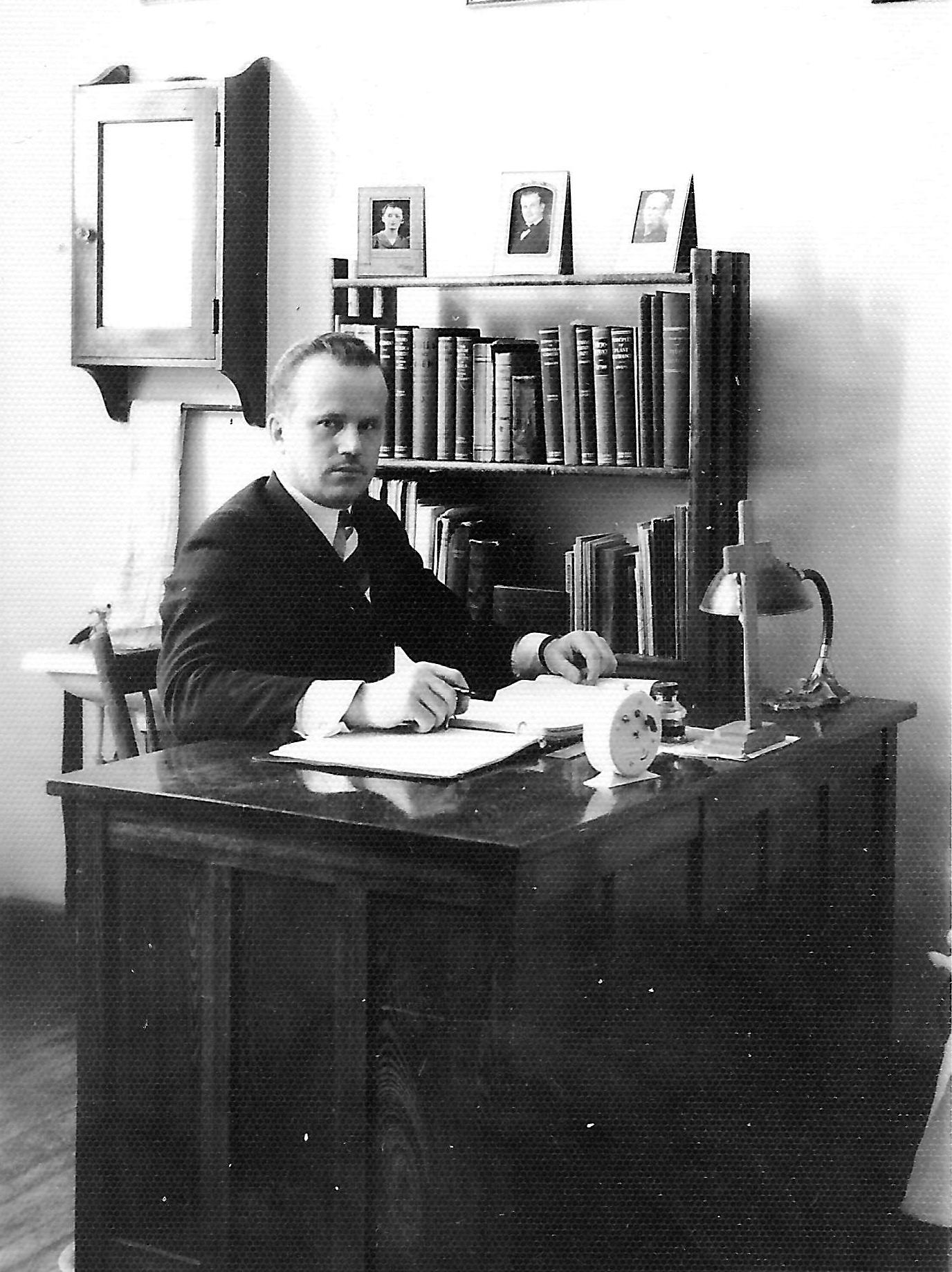
Ernest Mercier dans son bureau de Québec vers 1947

Né en 1914 à Notre-Dame-du-Rosaire dans une ferme de subsistance, Ernest était le 12e et avant-dernier enfant de Georges Mercier et de Williamine Dion. De 1920 à 1928, il a effectué son éducation élémentaire et secondaire dans le milieu local, mais a dû abandonner l’école hâtivement en raison de la Grande Dépression de 1929. Au cours de cette période, il a été contraint de travailler à la ferme familiale et dans le milieu de la foresterie. Toutefois, avant cette pause académique forcée, Ernest avait démontré un si grand potentiel à l’école que, dès que cela fut possible, la famille se cotisa pour amasser les fonds nécessaires pour lui permettre de poursuivre son éducation. Il a effectué son cours classique à Nicolet de 1933 à 1939 pour ensuite compléter son baccalauréat en agronomie de 1939 à 1943 à l’Université Laval dans le campus de La Pocatière .
Fraichement sorti de l’université, Ernest Mercier a été immédiatement engagé par le Gouvernement du Québec qui l’a envoyé poursuivre ses études à l’Université Cornell à Ithaca dans l’État de New-York aux États-Unis pour perfectionner ses connaissances en agronomie et particulièrement dans le domaine de l’Insémination artificielle. Le 1946, Ernest Mercier obtient un doctorat avec ses recherches sur l'influence de la longueur du jour sur l'efficacité de reproduction et celles sur la forme de la courbe de lactation des vaches laitières à des latitudes canadiennes,

## Carrière

### Lecentre d'insémination artificielle du Québec
Vers le milieu des années 1940, le Ministère de l'Agriculture était concerné par la faible productivité de la ferme québécoise et de l’industrie bovine laitière en particulier. Les spécialistes de l’époque croyaient que la faiblesse du bassin génétique des bovins était en partie la cause de cette faible productivité. L’insémination artificielle, une technique nouvelle à l’époque, leur paraissait comme une solution prometteuse. Ils ont donc demandé à Ernest Mercier, ayant tout récemment obtenu un doctorat en la matière, de mettre en place des mesures nécessaires pour améliorer le bassin génétique des bovins du Québec. M. Mercier fonde alors le Centre d'insémination artificielle du Québec (CIAQ) en 1947-1948. Au départ, la mission de la CIAQ était d’améliorer la productivité des vaches laitières et ce, en utilisant des méthodes d’amélioration génétique, mais le rôle de l’organisme fut rapidement élargi.
Le centre a effectué sa première insémination artificielle en 1948 et a commencé la même année son programme de suivi génétique rigoureux des bovins du Québec. Le taureau ne produisant pas de lait, pour identifier les bons taureaux, il fallait absolument faire un suivi génétique rigoureux sur les vaches engendrées et en analyser leur productivité laitière, travail débuté en 1948 au Québec par la CIAQ. Le docteur Mercier n'est resté que trois années au centre, mais les pratiques et méthodes qu’il a instaurées ont guidé la CIAQ pour plusieurs années. La décennie suivante, en tant que sous-ministre de l'agriculture, il a instauré les politiques qui ont entraîné la semi-privatisation du centre et en ont fait plus tard un chef de file dans le domaine.

### Gestionnaire en chef de la ferme expérimentale de Lennoxville
En 1950, M. Mercier passe de l’emploi du Gouvernement du Québec à celui du Gouvernement du Canada en acceptant un poste à la ferme (station) expérimentale de Lennoxville. Au début, il est responsable de la division de l’élevage mais à la suite de la retraite du gestionnaire en chef en 1952, M. Mercier obtient ce poste.
Dans cette fonction, il a travaillé et dirigé de nombreuses recherches : notamment sur la nutrition des bovins durant la période hivernale, sur la sélection génétique des vaches, chèvres et porcs, sur l’utilisation de légumineuses comme herbages, sur la réorganisation des institutions de recherche agraire fédérale au Québec et à la vulgarisation de recherches en agronomie.

### Sous-ministrede l’agriculture du Québec 1960-1966
En 1960, M. Mercier quitte son emploi du gouvernement fédéral pour être nommé sous-ministre de l’agriculture du Québec par le gouvernement de Jean Lesage; position qu’il occupera jusqu’en 1966, étant ainsi un acteur de la Révolution tranquille. Dans ces fonctions, il a implanté des politiques agroalimentaires qui ont transformé la désuète ferme québécoise traditionnelle en une entreprise moderne, rentable et compétitive sur la scène internationale. Entre autres, il a dirigé la législation qui permet aux fermiers de réguler leur propre production. Il en a également dirigé une autre qui facilite l’obtention de prêts et d’hypothèques pour tous les agriculteurs propriétaires rentables. Lui et son équipe ont également créé des assurances récoltes favorisant ainsi les investissements du secteur financier dans un milieu agricole désormais beaucoup moins risqué. En se servant de son expérience en tant que chercheur agronome, il a également facilité le transfert du nouveau savoir scientifique vers les agriculteurs. Enfin, au travers d’une semi-privatisation, il a encouragé les producteurs agricoles à prendre une partie des responsabilités financières des fermes expérimentales et autres centres de recherches agroalimentaires, En résumé, en plein cœur de la révolution tranquille, il a guidé la province vers une agriculture moderne, scientifique et industrialisée. Ses accomplissements lui ont mérité l’Ordre du Canada en 1989, une intronisation au Temple canadien de la renommée agricole en 1991 et au Temple de la renommée de l'agriculture du Québec en 1992,,

### Consultant
Après son retrait du service public, Docteur Mercier a commencé à obtenir des contrats à titre de consultant. De ses clients, nous pouvons compter les organisations suivantes : l’Agence canadienne de développement international (ACDI) et la branche canadienne de l’Organisation des Nations unies pour l'alimentation et l'agriculture. Au cours des 12 années subséquentes, il a fait partie de plusieurs délégations de développement internationales pour aider le secteur agricole des pays suivants :Algérie, Cameroun, Maroc, Cuba, Haïti, Madagascar, Pérou, Rwanda et l’Arabie saoudite, Toujours au cours de cette période, il a travaillé à Radio-Canada sur des sujets reliés à l'agriculture comme chercheur et commentateur en plus d'écrire plusieurs articles dans des revues scientifiques.

## Retraite
Tout au long de sa carrière et sa retraite, M. Mercier a été impliqué dans sa communauté à travers de multiples organisations telles que l'Ordre des agronomes du Québec, l’Agricultural Institute of Canada et le Canadian Hunger Foundation,  Plus tard dans sa retraite, M . Mercier a concentré ses efforts sur la généalogie, écrivant et publiant des ouvrages sur le sujet et fondant l’Association des Mercier d'Amérique du Nord.
À la suite de problèmes de santé soudains, le Dr Ernest Mercier est décédé le lundi 4 mars 2002 à l’hôpital Saint-Sacrement de Québec laissant dans le deuil son épouse, ses 6 enfants et ses 12 petits-enfants.

## Publications
- (en) R.W. Bratton, G.W. Salisbury, T. Tanabe, C. Branton, E. Mercier et J.K. Loosli, « Breeding Behavior, Spermatogenesis, and Semen Production of Mature Dairy Bulls Fed Rations Low in Carotene » [« Comporement de reproduction, spermatogénèse et production de semence des taureux laitiers adultes nourris avec des rations faibles en carotène »], Journal of Dairy Science, vol. 31, no 9,‎ 1948, p. 779-791 (DOI 10.3168/jds.S0022-0302(48)92258-9)

- (en) E. Mercier et G.W. Salisbury, « Seasonal Variations in Hours of Daylight Associated with Fertility Level of Cattle under Natural Breeding Conditions » [« Variations saisonnières de luminosité associées avec le niveau de fertilité des bovins dans des conditions de reproduction naturelles »], Journal of Dairy Science, vol. 30, no 10,‎ 1947, p. 747-756 (DOI 10.3168/jds.S0022-0302(47)92395-3)

- (en) E. Mercier et G.W. Salisbury, « Fertility Level in Artificial Breeding Associated with Season, Hours of Daylight, and the Age of Cattle » [« Niveau de fertilité lors de croisements associé avec la saison, les heures de luminosité et l'âge des bovins »], Journal of Dairy Science, vol. 30, no 11,‎ 1947, p. 817-826 (DOI 10.3168/jds.S0022-0302(47)92405-3)

- (en) N.L. VanDemark, E. Mercier et G.W. Salisbury, « The Methylene-Blue Reduction Test and its Relation to Other Measures of Quality in Bull Semen » [« Le test de réduction du bleu de méthylène et sa relation avec d'autres mesures de qualité de la semence de taureau »], Journal of Dairy Science, vol. 28, no 2,‎ 1945, p. 121-128 (DOI 10.3168/jds.S0022-0302(45)95152-6)

- (en) G.W. Salisbury et E. Mercier, « The Relationship Between the Proportion of Morphologically Abnormal Spermatozoa and Other Criteria of Bull Semen Quality » [« La relation entre la proportion de spermatozoïdes morphologiquement anormaux et d'autres critères de la qualité de la semence de taureau »], Journal of Animal Science, vol. 4,‎ 1945, p. 174-178